# Далматов, Александр Дмитриевич
Алекса́ндр Дми́триевич Далма́тов (19 ноября 1873, Вятка — 6 сентября 1938, Ленинград) — российский и советский военный деятель, кинооператор, фотограф, литератор. Один из первых русских кинохроникёров. Жертва политических репрессий в СССР.

## Биография
Родился 19 ноября (по другим сведениям 19 июня) 1873 года в Вятке в дворянской семье. Учился в Петровской гимназии, курс не окончил.
В 1893 году окончил Тверское кавалерийское юнкерское училище по 1-му разряду. Выпущен в 40-й драгунский Малороссийский полк. В сентябре 1894 года присвоено воинское звание корнет, в сентябре 1898 года — поручик, в сентябре 1902 года — штабс-ротмистр. Окончил Офицерскую кавалерийскую школу. В 1909 году служил в 14-м уланском Ямбургском полку, младший офицер Офицерской кавалерийской школы. В сентябре 1919 года присвоено воинское звание ротмистр.
С 1890 года профессионально занимался фотографией. В 1902 году выпустил альбом о парфорсной охоте Офицерской кавалерийской школы в имении «Поставы». В 1903 году получил премию на Международном фотографическом конкурсе в Берлине. Принимал участие в иллюстрировании книги Г. П. Карцова о Беловежской пуще.
Киносъёмкой начал заниматься в кавалерийской школе. В 1909 году снял первые короткие хроникальные фильмы «Полёт шара Аэроклуба. Пилот генерал-майор Кованько» и «Свободные полёты на круглых шарах», в ноябре 1909 года совместно с фотографом И. Е. Дрёминым создал кинофирму «А. Д. Далматов и К°», специализирующуюся по выпуску фильмов военно-спортивного характера. Ряд картин, снятых Далматовым, выходили также под маркой крупной кинофирмы «Аполлон». Является одним из первых кинематографистов, запечатлевших воздушные полёты на экране. В 1910 году приостановил кинематографическую деятельность и сосредоточился на военной карьере.
В 1911 году — заведующий отделом парфорсной охоты Кавалерийской школы, магистр ветеринарных наук, инструктор ковки лошадей. В 1914 году издавал и редактировал журнал «Армия и флот».
Участник Первой мировой войны. В марте 1915 года присвоено воинское звание полковник. В 1916 году — в Офицерской кавалерийской школе. С марта по май 1917 года — командир  стрелкового полка 17-й кавалерийской дивизии, с мая 1917 года — командир Гусарского полка Офицерской кавалерийской школы.
В 1918 году принимал участие в реорганизации Офицерской кавалерийской школы в Высшую кавалерийскую школу РККА, получил благодарность от С. М. Буденного. Профессор Кавалерийской школы (1923). Был привлечён к суду за взятку, позже амнистирован. В августе 1924 года демобилизован из рядов Красной армии. В послереволюционные годы занимался также кондитерским делом.
В середине 20-х годов вернулся в кино, в 1924—1925 годах работал оператором, с декабря 1925 года — старшим оператором на кинофабрике «Севзапкино»; в 1924 году снял 13 документальных фильмов. В 1925 году выполнил трюковые съёмки и мультипликацию для кинофильма «Наполеон-газ», съёмку с самолета для приключенческого фильма «Аэро НТ-54», участвовал в съёмках массовых сцен кинофильма «Минарет смерти». В апреле 1926 года был уволен «за систематическое нарушение правил внутреннего распорядка», в дальнейшем Далматову удалось добиться изменения формулировки увольнения на «сокращение штата». По мнению киноведа Я. Л. Бутовского, причиной увольнения Далматова послужило его дворянское происхождение.
В 1937 году — консультант фотоотдела универмага «Пассаж».
Арестован 4 ноября 1937 года, обвинён к принадлежности к Русской фашистской партии (Российского общевоинского союза). Приговорён 28 августа 1938 года Комиссией НКВД и Прокурора СССР по статьям 58-6, 58-8, 58-11 УК РСФСР к высшей мере наказания. Расстрелян 6 сентября 1938 года в Ленинграде. Реабилитирован посмертно.
Семья
- отец — Дмитрий Яковлевич Далматов (1814—1876), окружной лесничий, управляющий почтовой конторой[1];
- мать — Варвара Петровна Далматова (1835—1903), работала в женской гимназии[1];
- жена — Елизавета Ивановна Далматова (урожд. Дернова)[1][24].

## Фильмография

### Оператор
- 1909 — Воздушный флот России (документальный, совместно с И. Дрёминым)
- 1909 — Парфорсная охота (документальный, совместно с И. Дрёминым)
- 1909 — Полёт дирижабля «Лебедь» в Петербурге / Событие в Петербурге / Полёт аэростата «Лебедь» над столицей
- 1909 — Полёт зимой сферического шара в СПб (документальный)
- 1909 — Полёт знаменитого авиатора Гюйо на аэроплане Блерио 1 ноября 1909 г. на Коломяжском шоссе
- 1909 — Полёт шара Аэроклуба. Пилот генерал-майор Кованько
- 1909 — Свободные полёты на круглых шарах в СПб
- 1909 — Свободный полёт на сферическом шаре генерала Кованько (документальный)
- 1910 — Всероссийский праздник воздухоплавания (документальный, совместно с А. Дранковым и другими)
- 1910 — Гибель и похороны авиатора Мацыевича / Похороны авиатора капитана Мацыевича / Похороны первой жертвы русской авиации капитана флота Льва Марковича Мацыевича
- 1910 — Полёт и падение знаменитого Губерта Латама в С.-Петербурге (документальный)
- 1910 — Полёт шара «Василий Корн» 27 июля 1910 года
- 1910 — Полёты авиаторов в Высочайшем присутствии / Государь на аэродроме и полёты в Высочайшем присутствии (документальный)
- 1910 — Танец апашей (документальный)
- 1924 — Год работы коллектива РЛКСМ Севзапкино (документальный)
- 1924 — Лагерь пионеров в Разливе (документальный)
- 1924 — О. Е. Коган (документальный)
- 1924 — Открытие спортивной площадки Выборгского района (документальный)
- 1924 — Переход к твердой валюте (документальный)
- 1924 — Праздник текстильщиков в Ленинграде / День текстильщика праздник труда и производства (документальный)
- 1924 — Приезд делегатов английских тред-юнионов (документальный, совместно  В. Глассом и Н. Козловским)
- 1924 — Пятилетие Карельской советской республики (документальный)
- 1924 — Сельскохозяйственная колония в Волосове для лишенных свободы (документальный)
- 1924 — Столетняя годовщина со дня ссылки Пушкина в село Михайловское / Село Михайловское / Пушкинские дни (документальный)
- 1924 — Тираж Золотого займа (документальный, совместно с Л. Дранковым)
- 1924 — Экскурсия Союза пищевкуса в Сестрорецк (документальный)
- 1924 — Яхт-клуб «Спартак» в Ленинграде (документальный)
- 1925 — Наполеон-газ (оператор трюковых съемок и мультипликации)
- 1925 — 200-летие Академии наук (документальный)
- 1925 — Девятое января (совместно с А Москвиным)
- 1925 — Закладка и спуск пароходов на Балтийском заводе (документальный, совместно  с  Н. Штерцероми и П. Чупятовым)
- 1925 — Как живут дошкольники в Сестрорецке (документальный)
- 1925 — Поднятие «Народовольца» (документальный, совместно с  В. Глассом)
- 1925 — 3-я сельскохозяйственная колония (документальный)

## Награды
- орден Святого Станислава III степени (1912)[25]
- орден Святой Анны IV степени (14 сентября 1915)[25]
- орден Святого Владимира IV степени с мечами и бантом (4 апреля 1916)[25]
- орден Святого Владимира III степени с мечами (6 сентября 1916)[25]
- орден Святого Станислава II степени с мечами (4 ноября 1916)[25]